# 湘西行政区
湖南省最早于湘西地区即今湘西土家族苗族自治州、怀化市、张家界市以及常德市部分县建立的行政督察区——湘西绥靖区，具体由行政督察专员公署领导，专员公署为省政府派出机构，代行省政府职权。
- 湘西绥靖区的专员公署自民国24年开始设立，辖域由民国24年(1935年)19个县、5个行政督察区调整至民国25年的25个县、4个行政督察区，随着民国26年(1936年)湖南省普遍推行行政督察区制度撤销湘西绥靖专员公署行政机构而终止。
- 民国26年湖南全省划分为9个行政督察区，原湘西地区多数县属于第三和第四行政督察区，第二区的部分。民国29年湖南省重新调整为10个行政督察区，原湘西地区多数县属于第八、第九和第十区，这一体制一直维持至1949年。
- 中华人民共和国成立以后，在大湘西地区设立湘西行政区，湘西行政区的行政事务管理机构为“湘西行政公署”，1952年9月2日湘西行政区撤销。

## 湘西绥靖区
湘西绥靖区，或称“湘西绥靖处”、“湘西绥靖公署”，指国民政府时期在湖南省西部地区设立的绥靖区，起于1935年5月，至民国1937年12月湖南全省普遍设立行政督察区终止。

### 湘西绥靖处
湘西绥靖处为湖南省在民国24年5月(1935年)所设行政区，分5个行政督察区，下辖19县，治所沅陵县。
- 沅泸辰溆行政督察区：沅陵县、泸溪县、辰溪县、溆浦县，治所沅陵县；
- 永保龙桑行政督察区：永顺县、保靖县、龙山县和桑植县，治所永顺县；
- 乾凤古绥行政督察区：乾城县（吉首县）、凤凰县、古丈县、永绥县(花垣县)，治所乾城县；
- 慈石庸行政督察区：慈利县、石门县、大庸县，治所慈利县；
- 芷黔麻晃行政督察区：芷江县、黔阳县、麻阳县和晃县，治所芷江县。

### 湘西绥靖公署
民国25年，湘西绥靖处改为湘西绥靖行政公署，将澧县、临澧、靖县、会同县、绥宁县和通道县6县划入与原19县共计25县、组成4个行政督察区，治所沅陵县。
- 第一行政督察区：沅陵县、泸溪县、永顺县、龙山县，专署设沅陵县；
- 第二行政督察区：慈利县、石门县、大庸县、临澧县、澧县、桑植县。专署设慈利县；
- 第三行政督察区：乾城县（吉首县）、凤凰县、永绥县(花垣县)、保靖县、古丈县，专署设乾城县；
- 第四行政督察区：会同县、芷江县、绥宁县、黔阳县、晃县、靖县、通道县，辰溪县、溆浦县、麻阳县，专署设黔阳县。

## 行政督察区
湘西绥靖区随民国26年(1937年)12月于湖南全省普遍设置行政督察区而撤销，其辖域内主要县划归随着设立的第三、第四行政督察区。民国29年(1940年)4月，湖南全省调整为10个行政督察区，原湘西绥靖区辖域内主要县划归第八、第九和第十行政督察区。

### 湖南省行政督察区(民国26年)
- 第三行政督察区：辖沅陵县、泸溪县、永顺县、溆浦县、辰溪县、大庸县、桑植县等7县，专员驻沅陵县。
- 第四行政督察区：辖乾城县、凤凰县、永绥县、龙山县、保靖县、古丈县、麻阳县等7县，专员驻乾城县。

### 湖南省行政督察区(民国29年)
- 第八行政督察区，辖6县：龙山县、保靖县、古丈县、永顺县、大庸县、桑植县；治所永顺县。
- 第九行政督察区，辖8县：沅陵县、泸溪县、溆浦县、辰溪县、凤凰县、乾城县、永绥县、麻阳县；治所沅陵县。
- 第十行政督察区，辖8县：会同县、芷江县、绥宁县、黔阳县、晃县、靖县、通道县、怀化县；治所洪江。

## 湘西行政区
湘西行政区，或称“湘西行署”、“湘西行政公署”，设立于1949年，1952年9月2日撤销。其下划分为会同专区、沅陵专区、永顺专区。